# يوهانس هوفمان (جراح)
يوهانس هوفمان (بالألمانية: Johannes Hoffmann)‏ هو جراح ألماني، ولد في 1968.